# Tram van Wenen

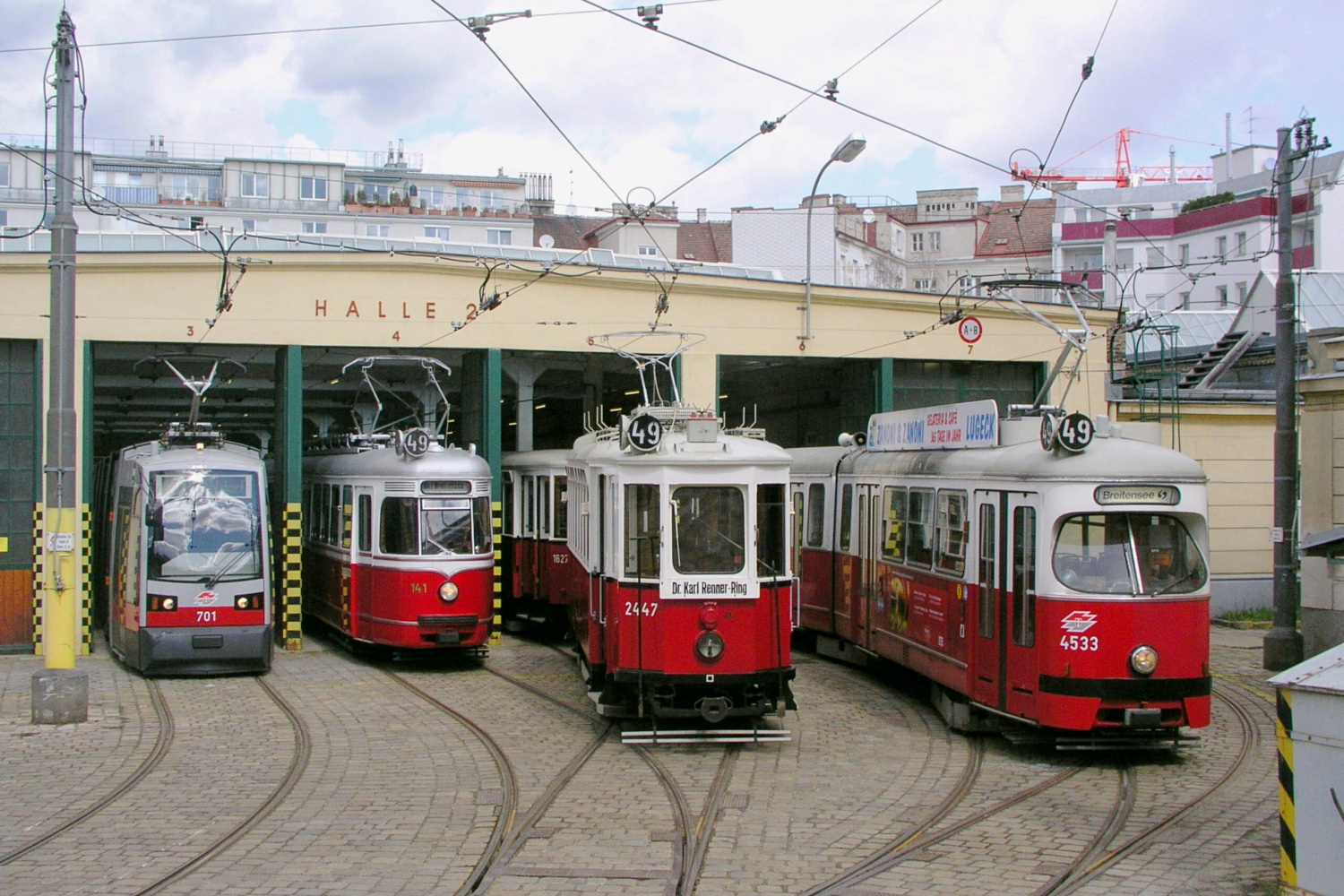
Vier generaties Weense trams in het Weense trammuseum.

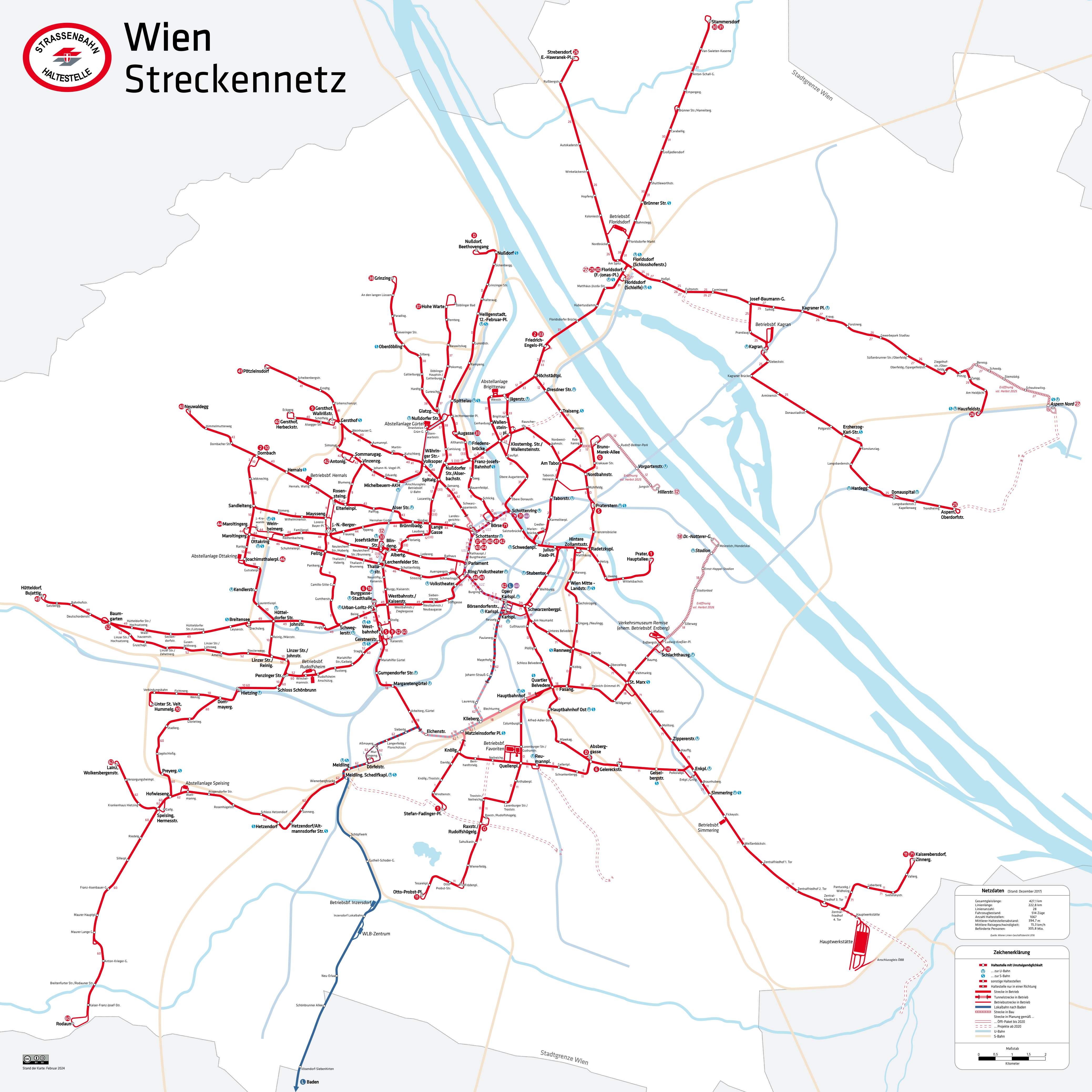
Overzicht van het tramnet van Wenen in 2017

In de Oostenrijkse hoofdstad Wenen rijden trams sinds 4 oktober 1865, aanvankelijk in de vorm van paardentrams. Vanaf 27 oktober 1883 kwamen er ook stoomtrams in dienst.
De eerste paardentramlijn was er een van Schottentor (aan de Ring) naar Hernals; dit traject bestaat voor een groot gedeelte in de huidige vorm als lijn 43 nog steeds.
De bedrijfsvoering van de tram in Wenen is in handen van Wiener Linien, een dochteronderneming van Wiener Stadtwerke Holding AG, die in totaliteit eigendom van de gemeente Wenen is. Wiener Linien werd voorafgegaan door Wiener Verkehrsbetriebe, dat het hoofdonderwerp van dit artikel is.
Naast de stadstram rijdt ook een regionale streektram, de Wiener Lokalbahnen (WLB) in de stad.

## De paardentram
Meerdere firma’s in Wenen deden een poging om paardentramvervoer in Wenen op poten te zetten en het was de firma Schaeck-Jaquet & Comp.. Die er uiteindelijk in slaagde op 4 oktober 1865 de eerste paardentramlijn in Wenen te openen. Liep de lijn eerst van de Schottentor naar Hernals, al op 24 april 1866 kon een verlenging naar Dornbach in dienst worden genomen.
De gemeente Wenen probeerde ook andere bedrijven voor de aanleg van paardentramlijnen te interesseren maar door de moeilijke voorwaarden die de gemeente zelf stelde, konden potentiële bedrijven eigenlijk alleen maar door de oprichting van een groot vervoerbedrijf aan deze voorwaarden voldoen. Dit werd de Wiener Tramwaygesellschaft. Dit bedrijf bouwde feitelijk het grootste gedeelte van het tramnet dat het fundament voor het huidige trambedrijf is gebleven.
Er was één concurrent: de Neue Wiener Tramwaygesellschaft maar dit bedrijf kon alleen in de voorsteden een bestaan opbouwen.

## De elektrische tram
De eerste elektrische tramlijn in Wenen werd geopend op 28 januari 1897 en bereed een groot gedeelte van de huidige lijn 5. Door het feit dat de elektrische tram een veel mindere belasting voor het stadsleven was dan de paarden- of stoomtram, werd in recordtijd een zeer groot tramnet gebouwd. Al in 1903 reed de laatste paardentramlijn. Enkele perifeer gelegen stoomtramlijnen hielden tot 1922 stand.
De eerste elektrisch trams waren primitief en leken het meest op paardentrams die een stroombeugel en motoren hadden gekregen. Tot 1910 werden slechts motorwagens afgeleverd die een open balcon hadden. Dit betekende dat de bestuurder in de kou, regen en sneeuw stond en niet tegen weersomstandigheden was beschermd. Het duurde nog tot 1930 voordat alle motorwagens dichte balcons hadden.
Omdat Oostenrijk sterk betrokken was bij de Eerste Wereldoorlog was het voor het bedrijf zeer moeilijk een redelijk normale dienstuitvoering te handhaven. Vanaf 1916 werden meer en meer vrouwen in deze mannenwereld in dienst genomen. Op vele tramlijnen werden nooddienstregelingen gereden - bijvoorbeeld alleen ’s morgens en ’s middags laat enige ritten - en tramlijnen in de voorsteden werden tijdelijk opgeheven.
Na de Eerste Wereldoorlog groeide de Weense tram snel uit tot het grootste bedrijf van Europa. De maximaal bereikte omvang was 292 kilometer. Op dat moment had Wenen 2 miljoen inwoners; een getal dat nadien alleen maar teruggelopen is tot de huidige 1,5 miljoen inwoners.

## Tweede Wereldoorlog

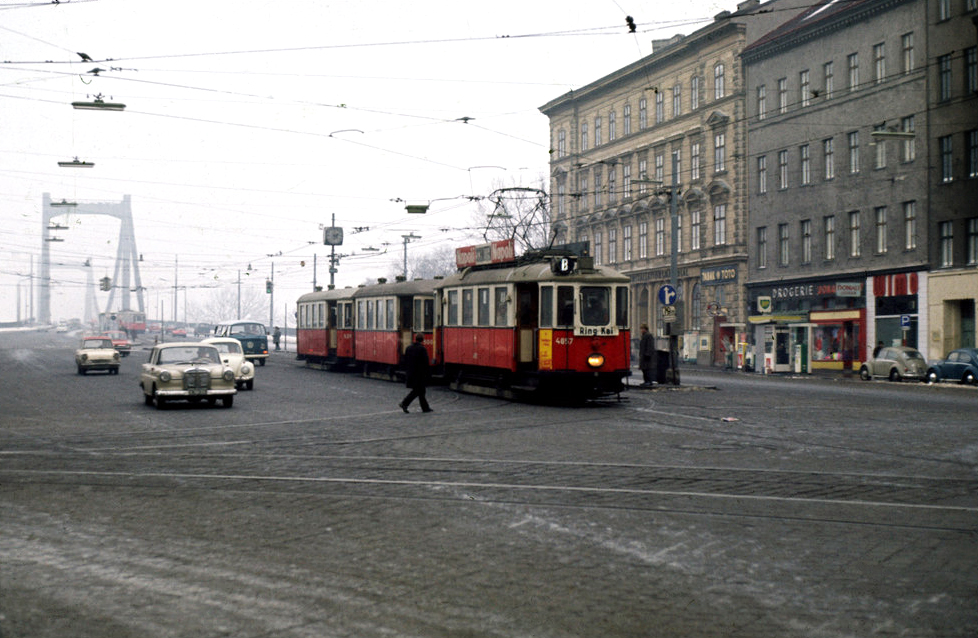
Lijn B vlak na het oversteken van de Donau onderweg naar de Ring in Wenen; 1965.

In 1938, na de Anschluss met Hitlers Derde Rijk, werd in Oostenrijk het weg- en ook tramverkeer gewijzigd van links- naar rechts rijdend verkeer. In de Tweede Wereldoorlog bereikte het aantal door de Weense tram vervoerde passagiers een hoogtepunt. In 1943 werd het record van 732 miljoen passagiers bereikt. Het bedrijf had toen 18 duizend mensen in dienst.
De Weense tram had gedurende de Tweede Wereldoorlog niet zo veel te lijden als vergelijkbaar grote bedrijven als die in Berlijn, Leningrad en Boedapest maar toch werden zeker 4.000 trams gedurende de oorlog beschadigd. 10% van die wagens moesten uiteindelijk worden gesloopt.
Het kwam, net als in de Eerste Wereldoorlog, veelvuldig tot dienstonderbrekingen, tijdelijke opheffing en de inzet van vrouwen. Herstel van het gehele tramnet duurde tot 1950 en enkele korte tramlijnen werden nooit meer hersteld en vervangen door buslijnen.

## De naoorlogse tijd

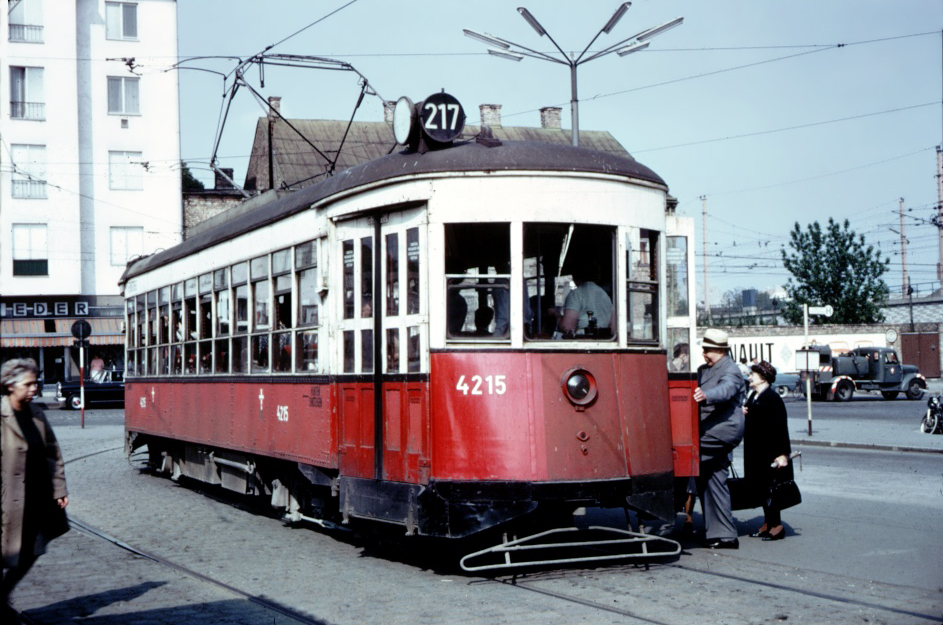
Een van de trams van voorheen de Third Avenue Railway (Manhattan, New York) waarvan 42 stuks in 1948 aan Wenen werden verkocht

De eerste nieuwe trams konden in Wenen pas in 1951 worden aangeschaft en wegens de grootte van het (oude) wagenpark was dit slechts een druppel op een gloeiende plaat. De slechte onderhoudstoestand van het bedrijf, de duizenden oude twee-assige motor- en bijwagens - waarvan vele meer dan 40 jaar oud waren -, de honderden kilometers slecht spoor en bovenleiding en de moderne overtuiging dat een tram niet geschikt was voor het toekomstige verkeer, zorgde ervoor dat ook in Wenen serieus over opheffing van de tram werd gediscussieerd. Metrolijnen en bussen hadden de toekomst.
Deze discussie, vanaf ongeveer 1955, zorgde ervoor dat noodzakelijke investeringen in het trambedrijf werden uitgesteld en de onderhoudstoestand onhoudbaar werd.
De eerste opheffing van een tramlijn - lijn 158 - ten gunste van een buslijn vond plaats in 1958. In vergelijking met andere grote trambedrijven geen bijzonder vroege datum maar in het tramgekke Wenen toch een schok. Vanaf 1960 werd deze praktijk op grotere schaal uitgevoerd en verdwenen vooral tramlijnen in de smalle straten ten westen en zuiden van de Ring. Vooral de opheffing van lijn 13 (Südbahnhof – Alserstraße) leidde tot burgerprotesten. Wat de (toen nog meer vervuilende) dieselbus op die lijnen aan toegevoegde waarde had, is nu nog een discussiepunt bij vele Weense trambelangstellenden.
Andere, meer perifeer gelegen, tramlijnen in de voorsteden en buitenwijken werden ook het slachtoffer van deze opheffingen.

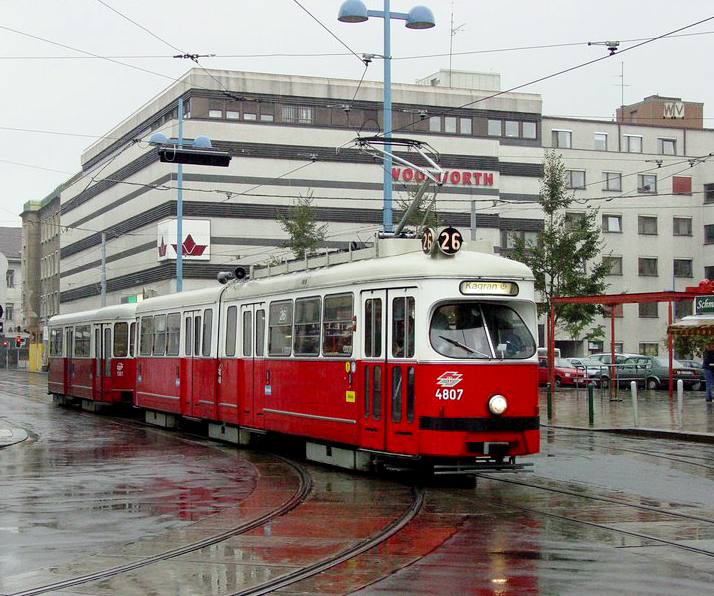
Een zeer typisch Weens tramstel bestaande uit een zesassige motorwagen Type E en een bijwagen, in Floridsdorf; 2002.

Dat de bouw en ingebruikname van een substantieel metronet ter vervanging van het tramnet in Wenen wel heel erg lang zou gaan duren en zeer hoge kosten met zich mee zou gaan brengen, veroorzaakte bij het stadsbestuur toch weer het besef dat men in Wenen niet zonder bovengronds massavervoer zou kunnen. Vanaf 1959 werd een groot aantal zesassige gelede trams aangeschaft, type E en E1. Tot 1976 bereikte deze serie een grootte van 427 voertuigen. Deze maatregel kan nu als de redding van de Weense tram worden geïnterpreteerd en was de opmaat tot een grootschalige vernieuwing.
Om economische redenen werden vanaf 1964 in de aanhangwagens en vanaf 1972 in de motorwagens de conducteurs langzamerhand afgeschaft. Het duurde echter nog tot 1996 voordat dat geheel was doorgevoerd, lijn 46 had als laatste nog conducteurs.
Gedurende de aanleg van verschillende metrolijnen werden tramlijnen veelvuldig omgelegd en/of na de ingebruikname opgeheven. Over de denkwijze dat een tramlijn bovengronds en een metro ondergronds elkaar niet beconcurreren maar een versterkend effect op elkaar hebben, is in Wenen geen discussie, maar dit is uitgesloten. Vooral de opheffing van de lijnen 52 en 58 in de Mariahilfer Straße wordt ten zeerste betreurd.
Reeds in de jaren '70 beschikten zelfs de oudste trams over een automatische halteafroep, iets wat pas tientallen jaren later in Nederland werd ingevoerd.

## Toekomst

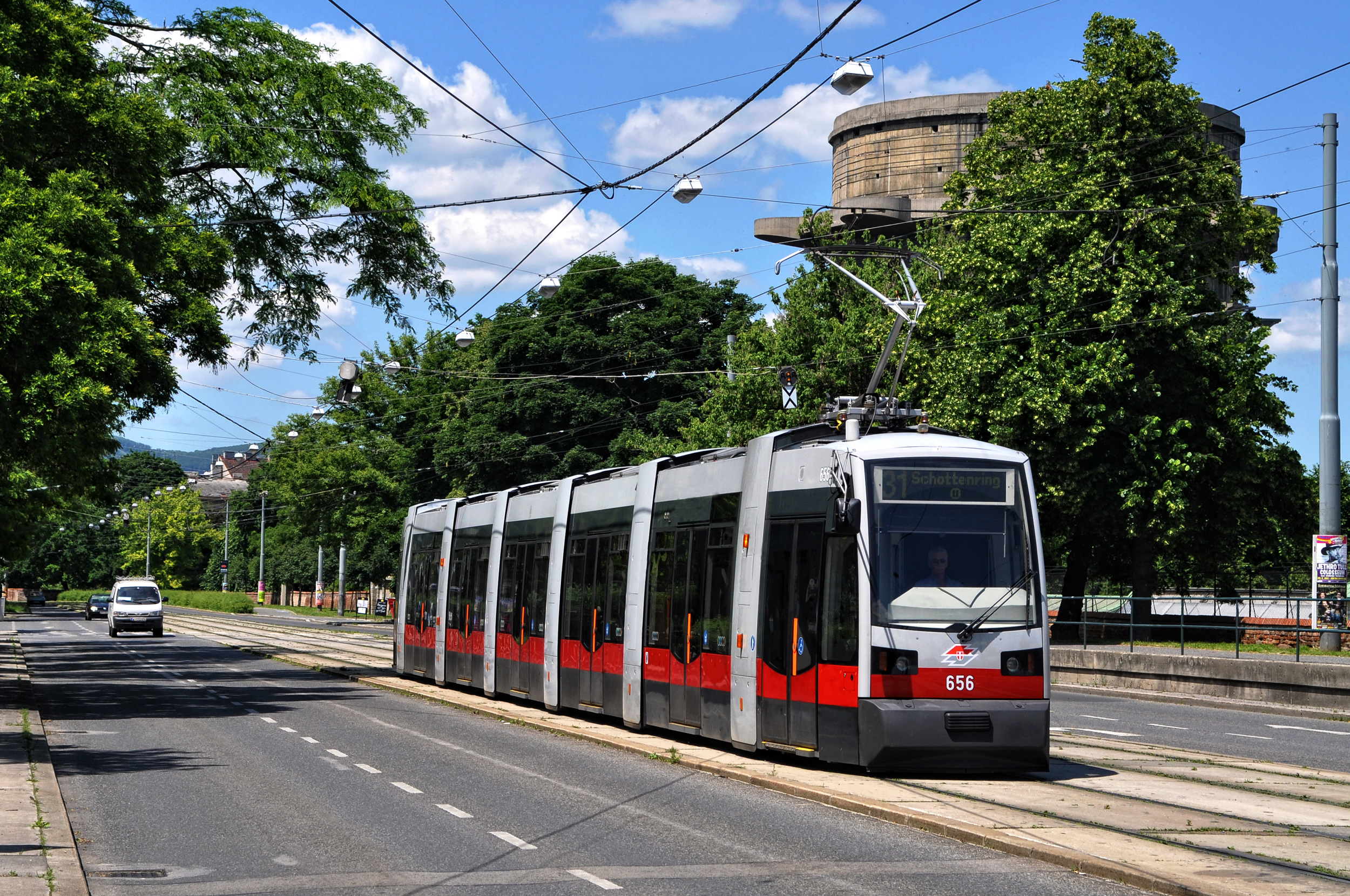
Weense Lagevloertram van het type ULF.

Uitbouw van het metronet zal ook in de toekomst opheffing van tramlijnen met zich meebrengen. Deze uitbreidingen zullen vooral in de voorsteden en buitenwijken weer mogelijkheden scheppen voor netuitbreiding bij de tram. Een voorbeeld is de uitbreiding en aanpassing van lijn 26 ten noorden van de Donau door aanleg van metrolijn U1.
In 1995 zette Wenen de stap naar de lagevloertram met de ingebruikname van het type ULF (Ultra Low Floor - uiterst lage vloer); een door Simmering-Graz-Pauker, nu Siemens, gebouwde motorwagen met de laagste tramvloer ter wereld: slechts 18 centimeter boven het straatniveau. Dit is in Wenen bijzonder comfortabel omdat nog tientallen tramhaltes geen perrons hebben. De kinderziekten die optraden bij dit type behoren tot het verleden. Van de types A (24 meter lang) en B (35 meter lang) zijn 332 wagens afgeleverd.

## Cijfers

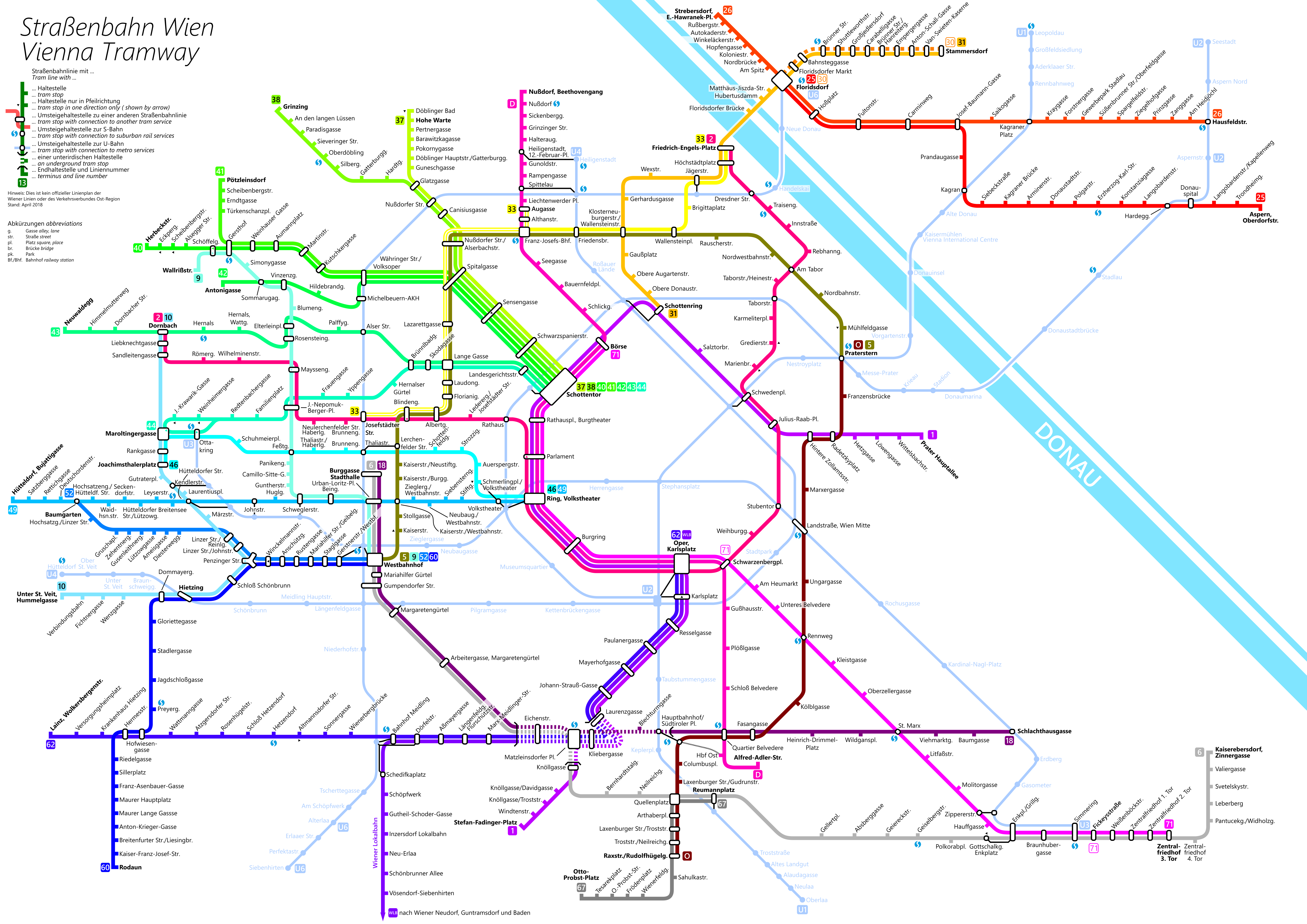
Het tramnet van Wenen in 2018

In 2005 vervoerde de Weense tram in totaal 207.000.000 passagiers. Het aantal van dat jaar steeg met 3.000.000 ten opzichte van 2004.
Er zijn 33 tramlijnen met meer dan 1.100 haltes, waarbij de volgende aantallen trams worden ingezet:
- 152 wagens typen A en B (ULF; bouwjaar 1995-2005);
- 385 zesassige wagens typen E, E1 en E2 (bouwjaar 1959-1990);
- 296 aanhangwagens typen c3, c4 en c5 (bouwjaar 1959-1990).

In 2006 was het lijnennet 231 kilometer lang met een lengte van 188 kilometer spoor. In de wereld zijn alleen de tramnetten van Sint-Petersburg (288 kilometer) en Melbourne (238 kilometer) groter. De netten van Keulen en Berlijn hebben een vergelijkbare lengte.

## Nummering van tramlijnen
Om het lijnennet in Wenen overzichtelijk te maken werden vanaf 1907 alle bestaande lijnen ingedeeld. Er ontstonden kring- of ringlijnen (1 tot 20 genummerd) (Rundlinien), radiale lijnen (21 tot 83 genummerd) (Radiallinien) en doorgaande lijnen (A tot Z) (Durchgangslinien).
Nummers boven de 100 werden gegeven aan toenmalige stoomtramlijnen die vaak in de voorsteden aansloten op een stadstramlijn. Was deze bijvoorbeeld 60 genummerd dan werd deze lijn als 160 aangeduid en als er meer dan één was, als respectievelijk 260 en 360.
De doorgaande lijnen, zij liepen van een radiale lijn via de Ring naar een andere radiale lijn, kregen een letter. Een toevoeging van een K of een R aan deze letter betekende bij K dat deze lijn de Ring eerst via de Kai (Donaukanal) bereed; R betekende eerst via de Ring. Een toevoeging van een wat lager gelegen 2 (bijvoorbeeld E2 of H2) betekende dat er sprake was van gebruik van de tweede ring rond de binnenstad, in spraakgebruik een Zweierlinie genoemd.

## Trivia

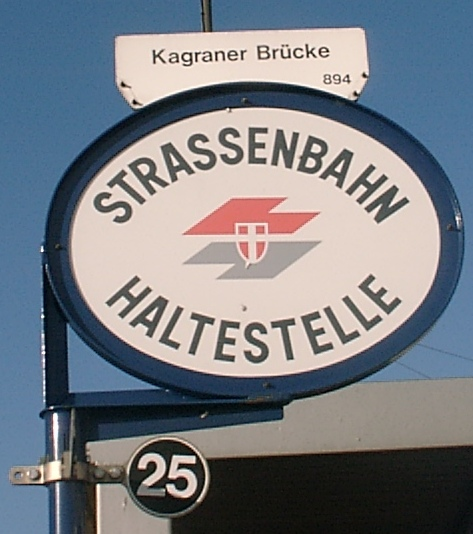
Weens tramhaltebord.

- The Pussycat Dolls namen in het Weense trammuseum de videoclip Jai Ho op.
- Het Weense trammuseum is een van de grootste ter wereld. Het is van mei tot oktober geopend.
- In Oost-Oostenrijk onderscheidt het Duitse taalgebruik zich van het Hoogduits want hier zijn bus- en tramlijnen mannelijk. In Wenen spreekt men daarom van ‘der Achtzehner’ als men lijn 18 bedoelt en ‘der Achtundvierzig A’ als men lijn 48A bedoelt. In Duitsland spreekt men van ‘die Achtzehn’ etc.
- Tramlijnen met een letter heten (bijvoorbeeld bij lijn J) ‘der J-Wagen’. De Oostenrijkse uitspraak van ‘J’ is ‘Je’ in plaats van het Hoog-Duitse ‘Jot’. De aanduiding voor een lijn met een ‘2’ erin wordt nooit als ‘zwo’ aangeduid maar altijd met ‘zweier’ er in.
- In tegenstelling tot dit alles worden metrolijnen weer wel vrouwelijk aangeduid. Dus ‘die U3’.
- De bijnaam voor de Weense tram is Bim.

## Weense trams in Nederland

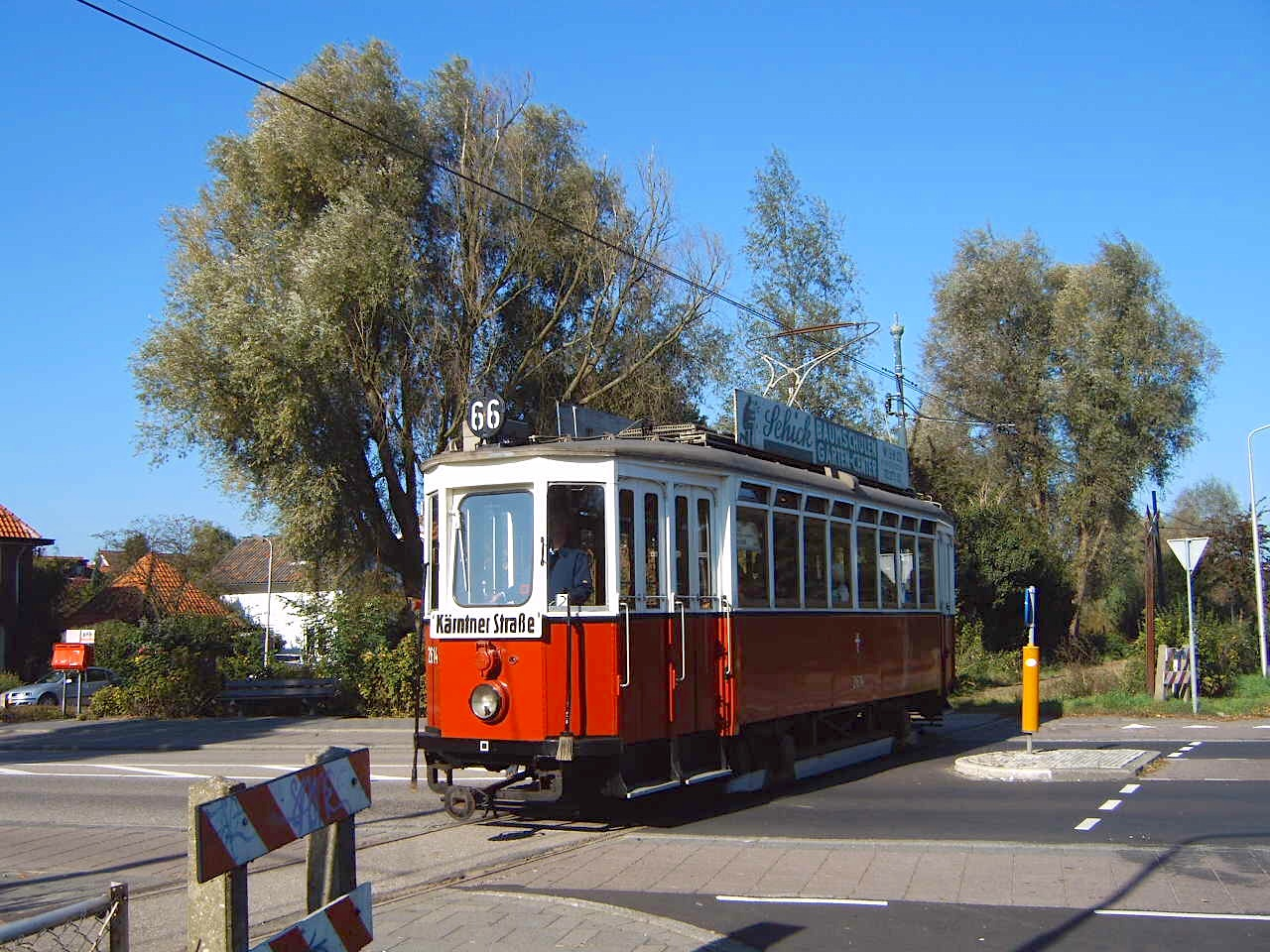
Weense museumtram bij de Electrische Museumtramlijn Amsterdam.

Sinds 1978 zijn er diverse Weense trams naar Nederland gekomen, zowel als museumtram als materieel voor de normale tramdienst. De Electrische Museumtramlijn Amsterdam verwierf sinds 1978 diverse motorwagens, bijwagens en werkwagens voor de dienst op de Museumtramlijn. Tot 2023 waren de volgende trams in Amsterdam aanwezig: 110, 1810, 1628, 2614, 4143, 5290 en de werkwagens: 6011, 7053, 7064. Behalve de werkwagens vertrokken deze in 2023 naar het Hannovers Trammuseum en naar een trammuseum in de Tsjechische stad Ostrava.
In 2002 en 2003 reden er bij de RET in Rotterdam-Zuid enige tijd uit Wenen overgenomen gelede wagens op tramlijn 2. Deze zijn later naar Roemenië vertrokken.
In april 2008 arriveerde de eerste Weense gelede wagen in Nieuwegein voor versterking van de dienst op de Sneltram Utrecht. Het lag in de bedoeling twintig trams over te nemen en in zes driewagenstellen te gaan inzetten. Uiteindelijk zijn er 15 gelede motorwagens en 10 gelede bijwagens naar Nieuwegein gekomen. Vanaf december 2009 werden tussen Utrecht en Nieuwegein losse motorwagens ingezet en vanaf april 2010 driewagenstellen. Ze hebben dienstgedaan tot juli 2014, en zijn daarna weer doorverkocht aan het trambedrijf van Krakau. In alle gevallen hebben de Weense trams hun oorspronkelijke rood/witte kleurencombinatie behouden, zodat zij een opvallende verschijning waren tussen het al aanwezige materieel.